# Sam Bosworth

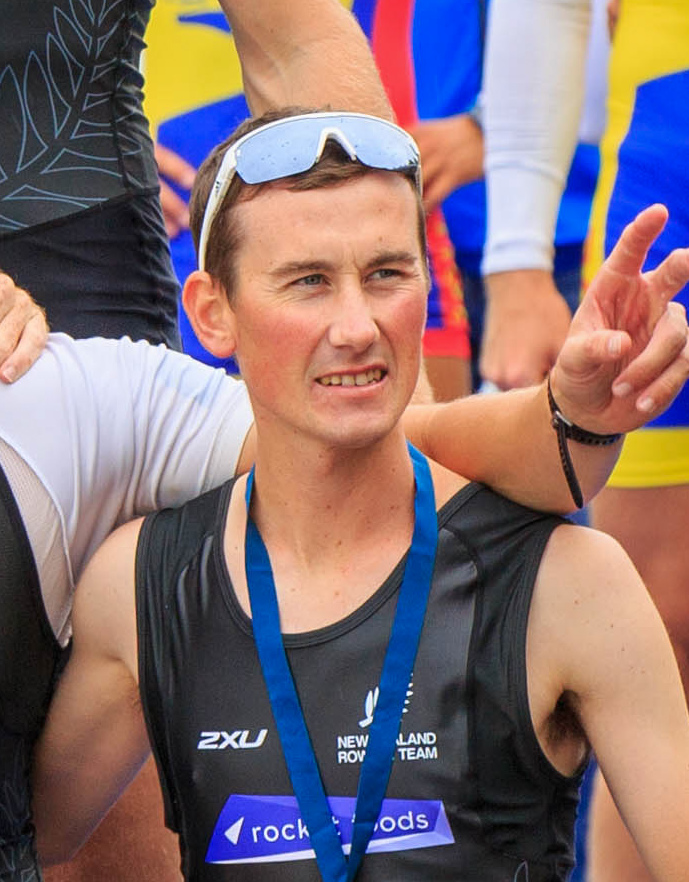
Sam Bosworth, 2021

Sam Bosworth (* 5. April 1994) ist ein neuseeländischer Steuermann im Rudern, der 2021 Olympiasieger mit dem Männer-Achter wurde.

## Karriere
Der 1,70 m große Sam Bosworth gewann bei den Junioren-Weltmeisterschaften 2012 die Goldmedaille im Vierer mit Steuermann. Bei den U23-Weltmeisterschaften 2013, 2014 und 2015 gewann er in der gleichen Bootsklasse jeweils die Silbermedaille. Erst bei den U23-Weltmeisterschaften 2016 siegte er mit dem Vierer.
2017 rückte er zum Steuermann des neuseeländischen Frauenachters auf, der bei den Weltmeisterschaften in Sarasota die Bronzemedaille gewann. 2018 in Plowdiw belegte der Frauenachter den siebten Platz. 2019 wechselte er in den Männer-Achter. Bei den Weltmeisterschaften in Linz/Ottensheim ruderte die Crew auf den sechsten Platz. Da nur die ersten fünf Boote für die Olympischen Spiele in Tokio qualifiziert waren, mussten die Neuseeländer in der letzten Qualifikationsregatta antreten. Die Neuseeländer gewannen die Regatta. Bei den Olympischen Spielen in Tokio siegten sie nach einem zweiten Platz im Vorlauf im Hoffnungslauf. Im Finale gewannen die Neuseeländer die Goldmedaille mit einer Sekunde Vorsprung vor dem Deutschland-Achter.